# Эрпингем, Томас
Сэр То́мас Э́рпингем (англ. Sir Thomas Erpingham; 1357 год — 27 июня 1428 года) — английский рыцарь, кавалер ордена Подвязки. Принадлежал к землевладельческому роду из Норфолка, служил Джону Гонту и его сыну Генри Болингброку, участвовал в боевых действиях во Франции, в Кастилии и Литве. В 1398 году последовал за Болингброком в изгнание, в 1399 году помог ему захватить престол. При новом короле стал видным вельможей, одной из наиболее влиятельных политических фигур в Восточной Англии. Руководил разгромом Крещенского заговора (1400), участвовал в континентальных походах Генриха V, командовал лучниками в битве при Азенкуре (1415). На средства Эрпингема построены ворота Нориджского собора. Сэр Томас умер бездетным, его владения перешли к племяннику — Уильяму Фелипу.
Эрпингем стал персонажем пьесы Уильяма Шекспира «Генрих V» и ряда её экранизаций.

## Биография

### Происхождение и ранние годы
Сэр Томас принадлежал к рыцарскому роду из Норфолка. Его дед, сэр Роберт Эрпингем, самое позднее с 1316 года владел поместьем Эрпингем в этом графстве, а самое позднее с 1346 года — поместьем Вимер. В 1330-х — 1340-х годах сэр Роберт избирался от Норфолка в парламент. У него был сын сэр Джон, отец Томаса. Об имени и происхождении жены сэра Джона ничего не известно.
Томас Эрпингем родился примерно в 1357 году. Возможно, это произошло в принадлежавшем его отцу доме в городе Норвич, на Конисфорд-лейн (сейчас Кинг-стрит). В 1368 году Джон служил Чёрному принцу в Аквитании, и не исключено, что сын был рядом с ним. В 1370 году Томас потерял сначала деда (тот умер после 8 марта), а потом и отца (1 августа). Ему достались семейные владения, включавшие три манора.

### Начало службы
С юных лет Эрпингем нёс военную службу. В 1373 году он воевал на континенте под началом Уильяма де Уффорда, 2-го графа Саффолка, в 1379 году был в числе приближённых Уильяма Монтегю, 2-го графа Солсбери. В 1380 году был зачислен в свиту Джона Гонта, герцога Ланкастерского, дяди короля Ричарда II, причём за службу получил внушительную ренту — 20 фунтов в год. В документе, который датирован июнем 1380 года, Эрпингем впервые назван «сэром Томасом», но точная дата его посвящения в рыцари неизвестна. В 1381 году в качестве королевского уполномоченного он участвовал в подавлении крестьянского восстания в Норфолке (март) и Мидлсексе (декабрь). В 1385 году сэр Томас сражался с шотландцами и участвовал в организации обороны Норфолка на случай высадки французов, в 1386 году сопровождал Джона Гонта в его кастильской экспедиции. Англичане отплыли из Плимута, по пути освободили от французской осады Брест в Бретани, высадились в Ла-Корунье и начали покорять Галисию. В марте 1387 года они объединили свои силы с португальцами, но вскоре были вынуждены оставить Испанию из-за ожесточённого сопротивления кастильцев и нехватки фуража.
В 1388 году Эрпингем участвовал в рыцарском турнире в Монтеро в присутствии короля Франции Карла VI. Его противником был сэр Джон де Баррес. По словам Жана Фруассара, во время поединка сэр Томас был выбит из седла, но сумел прийти в себя и продолжить бой «к удовлетворению короля и его баронов».
В 1390 году Эрпингем вместе с сыном Джона Гонта Генри Болингброком снова переправился через Ла-Манш, намереваясь присоединиться к Людовику II Бурбонскому в его крестовом походе против тунисских мусульман. По-видимому, герцог направил в эту поездку сэра Томаса (к тому времени опытного военного) для того, чтобы он защищал Болингброка и помогал ему советом в сложных ситуациях. Англичанам отказали в праве проехать через Францию, и поэтому они направились в Прибалтику, в земли Тевтонского ордена. Там путешественники приняли участие в крестовом походе в Великое княжество Литовское и в осаде Вильны. В 1392 году они снова приехали в Литву, но в этой стране уже царил мир: Ягайло заключил союз с Витовтом, которого поддерживал орден. Тогда Болингброк со свитой, в составе которой был Эрпингем, проехали через всю Европу (в частности, они посетили Прагу и Вену) и совершили паломничество в Святую землю.

### Участие в событиях 1399 года
В течение 1380-х — 1390-х годов Эрпингем стал самым значимым из слуг Ланкастеров (Джона Гонта и его сыновей) в Восточной Англии. В 1398 году, когда Ричард II изгнал Генри Болингброка, сэр Томас был в числе 17 рыцарей, последовавших за изгнанником во Францию. Англичане обосновались в Париже, где их принял со всем гостеприимством король Карл VI. 17 июня 1399 года Эрпингем засвидетельствовал своей подписью секретный договор, заключённый между Болингброком и братом Карла Людовиком, герцогом Орлеанским; в документе шла речь о взаимной поддержке против врагов за исключением королей Англии и Франции.
Примерно в конце июня 1399 года Эрпингем высадился вместе с Болингброком в Равенспуре (Йоркшир, Северная Англия). Начался мятеж, целью которого изначально было всего лишь восстановление Болингброка в своих правах как наследника отца. Однако Ланкастеры получили практически всеобщую поддержку, так что их цели изменились. Примерно в конце июля Эрпингем арестовал одного из последних вельмож, сохранявших верность Ричарду (Генри ле Диспенсера, епископа Нориджа), а в начале августа организовал захват самого короля на дороге между Конви и замком Рудлан. Сэр Томас доставил монарха в Тауэр, а там Ричарда принудили к отречению, после чего королём стал Болингброк под именем Генрих IV. Во время коронации Эрпингем нёс королевский меч.
От нового монарха сэр Томас получил почётные должности лорда-смотрителя Пяти портов и констебля Дуврского замка (до 1409 года), камергера королевского двора (до 1404), констебля Фрамлингемского замка в Саффолке. Он занял место в королевском совете и получил богатую ренту; один только Дувр обеспечивал его 300 фунтами в год.

### На службе Генриху IV
Эрпингем был одним из тех приближённых Генриха IV, которые советовали ему убить свергнутого Ричарда II. В январе 1400 года, когда был раскрыт заговор группы аристократов, названный впоследствии «Крещенским», именно сэр Томас возглавил армию, посланную против мятежников. Последние бежали в западные графства, но не получили там заметной поддержки, были схвачены и казнены. Эрпингем организовал в Оксфорде казнь через повешение, потрошение и четвертование двоих заговорщиков, сэра Томаса Блаунта и сэра Бенедикта Кели. Источники сообщают, что Блаунт в то самое время, когда палач сжигал его внутренности, во всеуслышание называл Эрпингема истинным предателем и «лживым рыцарем».
Король сделал Эрпингема опекуном своего второго сына Томаса, герцога Кларенса, кавалером ордена Подвязки, маршалом Англии (1401). В том же году сэр Томас недолго исполнял обязанности управляющего королевским двором, в 1404 году стал членом Тайного совета и лордом-маршалом. В основном он находился при особе монарха и только изредка принимал участие в походах (например, в шотландской кампании 1400 года). В 1407 году Эрпингем был одним из послов на мирных переговорах с Францией, проходивших в Париже.
Благодаря своему положению при дворе Эрпингем стал одной из самых влиятельных фигур в Восточной Англии. Он заседал во всех норфолкских комиссиях по установлению мира во время правления Генриха IV (1399—1413), постепенно распространял своё влияние из северного Норфолка на другие части этого графства и на Саффолк. Рыцари, связанные с сэром Томасом, получали важные посты: сэр Джон Стрэндж из Ханстантона стал управляющим королевским двором (1408), сэр Роберт Гурни из Гантона — заместителем Эрпингема в Дуврском замке (1400), Джон Рейнс из Оверстранда — констеблем Норвичского замка (1402), Джон Уинтер из Барнингема — управляющим двором принца Генри (1403).
По данным некоторых источников, сэр Томас принадлежал к числу последователей Джона Уиклифа (богослова, который перевёл Библию на английский язык и считался еретиком) и не подвергался преследованиям только из-за своей близости к королю. Впрочем, не все исследователи считают эти данные достоверными: возможно, разногласия между сэром Томасом и английской церковной иерархией сводились к его конфликту с епископом Нориджа Диспенсером. Этот прелат сохранял преданность Ричарду II, и Эрпингем побудил власти Нориджа обвинить Диспенсера в причастности к Крещенскому заговору. Епископ был осуждён, позже получил королевское помилование, но реальная власть в его диоцезе перешла к сэру Томасу.

### Последние годы
После смерти Генриха IV в 1413 году Эрпингем сохранил своё положение при новом короле — Генрихе V. В 1415 году он принял участие во французском походе в качестве рыцаря-баннерета во главе отряда, включавшего двух рыцарей, 17 оруженосцев и 60 лучников. Сэр Томас участвовал в осаде Арфлёра и вёл переговоры, приведшие к сдаче города 22 сентября. 25 октября того же года он сражался при Азенкуре, где как один из старейших и опытнейших английских военачальников получил под своё начало всех лучников. Англичане одержали полную победу. После боя они отошли к Кале, и Эрпингем остался в этой крепости до весны, чтобы усилить её оборону на случай вражеского нападения.
В 1416 году сэр Томас вернулся в Англию. Он получил от короля в награду манор Лессингем и ренту в 50 марок, позже снова отправился во Францию, на переговоры с Карлом VI. По одним данным, Эрпингем был освобождён от службы в силу своего преклонного возраста в 1417 году, по другим, он участвовал в осаде Руана (1418—1419). После смерти Генриха V в 1422 году сэр Томас окончательно отдалился от двора и государственных дел. Последние годы он провёл в своих норфолкских владениях. Эрпингем умер 27 июня 1428 года и был похоронен в Нориджском соборе, рядом со своими жёнами.

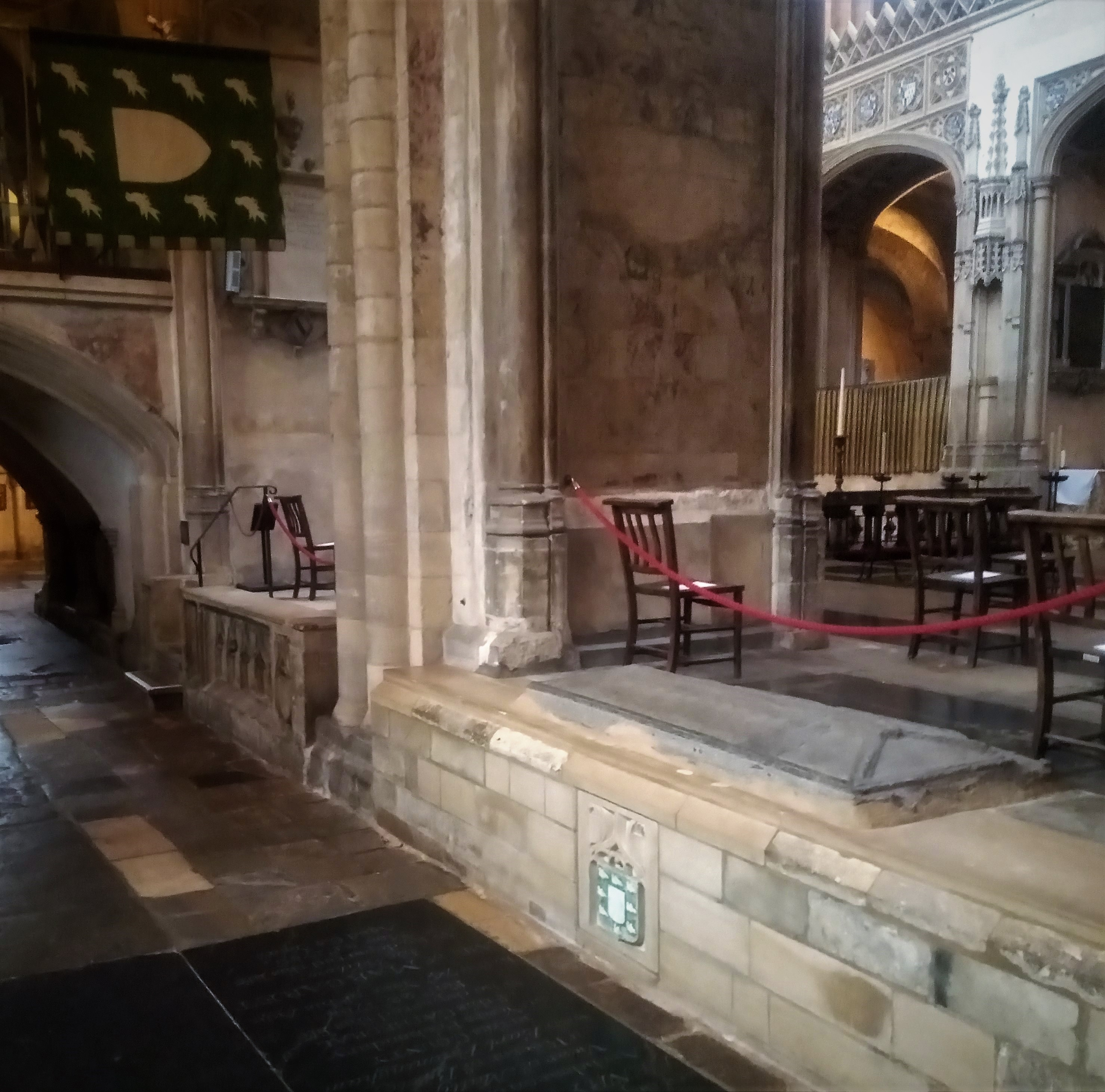
Гробница Томаса Эрпингема

### Строительство

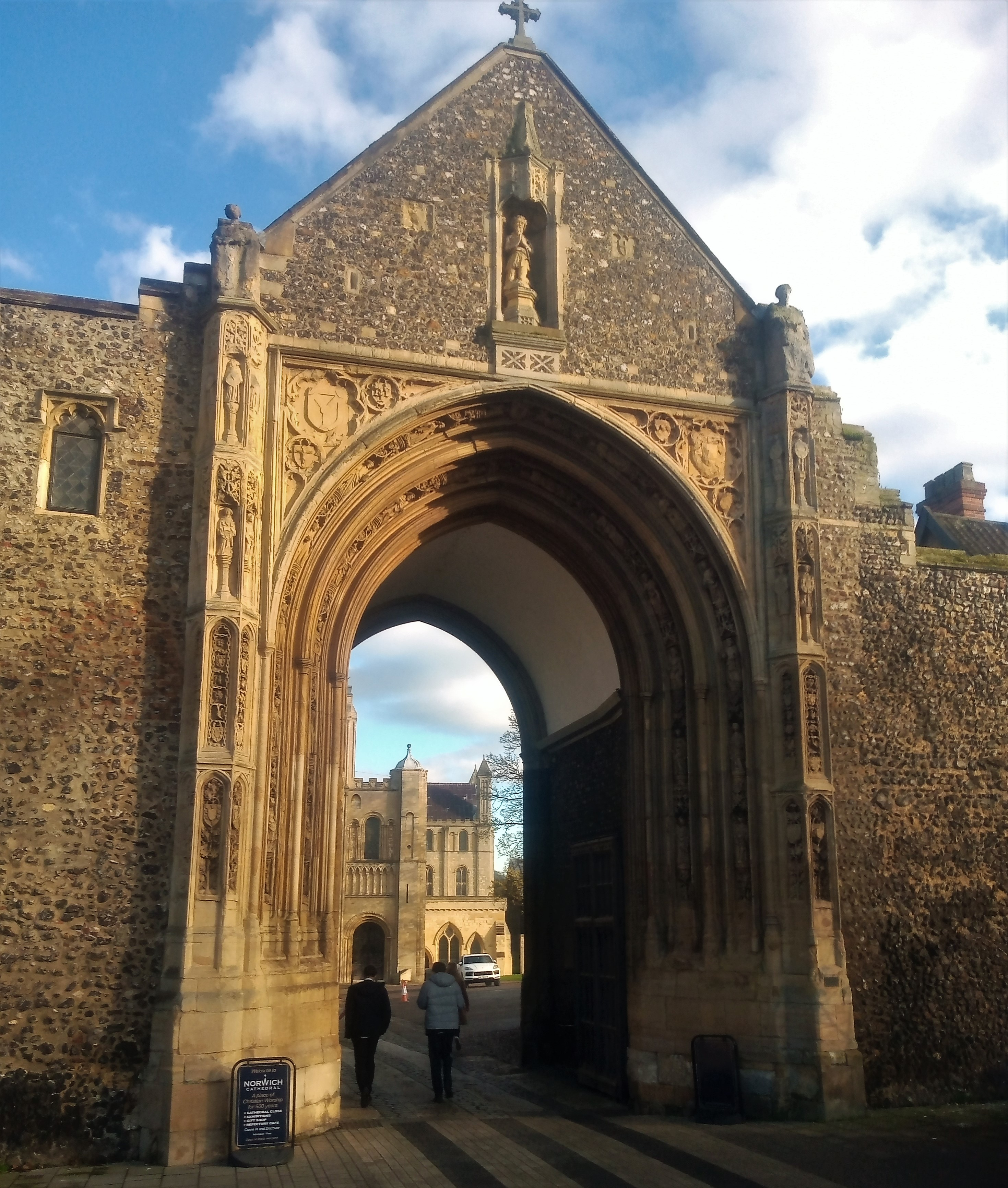
Нориджский собор. Врата Эрпингема

Эрпингем профинансировал ряд строек:
- строительство ворот Нориджского собора, получивших имя благотворителя (1420)[47];
- восстановление церкви Блэкфрайерс в Норвиче, пострадавшей из-за городского пожара[48];
- строительство западной башни церкви Святой Марии в деревне Эрпингем[48];
- остекление восточного окна алтаря церкви Братьев святого Остина в Норвиче (1419); на стёклах содержались посвящения 107 дворянам или рыцарям, жившим во времена Эдуарда III и позже и не оставившим наследников[49].

## Семья и наследство
До 1389 года Эрпингем женился на Джоанне Клоптон, дочери сэра Уильяма Клоптона из Клоптона в Саффолке. В 1404 году он овдовел, а позже женился во второй раз — на Джоанне Уолтон, дочери сэра Ричарда Уолтона, вдове сэра Джона Говарда, умершей в 1425 году. По одним данным, оба брака были бездетными, по другим — первая жена родила сына Томаса. В любом случае владения Эрпингема перешли к его племяннику Уильяму Фелипу — сыну сестры Джулианы. На момент смерти сэр Томас владел примерно 40 манорами в Норфолке, Саффолке и Эссексе, которые он получил от королей в виде пожалований либо купил.
Завещание Эрпингема, датированное 25 марта 1427 года, предусматривало щедрые пожертвования Нориджскому собору, церквям в Норфолке и Лондоне, двум нориджским больницам и нескольким монастырям Восточной Англии.

## В культуре
Томас Эрпингем упоминается (но не появляется) в пьесе Уильяма Шекспира «Ричард II» и дважды появляется в пьесе того же автора «Генрих V». Драматург подчёркивает преклонный возраст этого персонажа, использует его, чтобы показать связь между старостью и добротой. Исследователи проводят параллели между образами Эрпингема и Фальстафа. В экранизациях «Генриха V» сэр Томас — как правило, персонаж без текста, который ненадолго появляется на экране. Только в фильме Кеннета Браны 1989 года он играет (в исполнении Эдварда Джевсбери) более заметную роль.